# Купа на Народна република България 1985/86
Тази страница представя турнира за Купата на Народна република България, проведен през сезон 1985/86 година. Победителят получава право на участие в турнира за КНК за следващия сезон.

## Предварителни кръгове
Разполагаме само с резултатите от финалния кръг.

## III кръг

### Първа група
в Стара Загора
| Тракия (Пловдив) | 1:3 | Витоша (София) |

в Казанлък
| Локомотив (София) | 2:0 | Септемврийска слава (Михайловград) |

### Втора група
в Сандански
| ФК Чирпан | 2:4 | Средец (София) |

в с. Рилци
| Локомотив (Русе) | 2:0 | Лудогорец (Разград) |

### Трета група
в Сливен
| Нефтохимик (Бургас) | 1:9 | Етър (Велико Търново) |

в Нова Загора
| Балкан (Ботевград) | 1:2 | Дунав (Русе) |

### Четвърта група
в Бургас
| Спартак (Варна) | 0:1 прод. | Спартак (Плевен) |

в Поморие
| Балкан (Ботевград) | 1:2 | Дунав (Русе) |

## IV кръг

### Първа група
в София
| Витоша (София) | 3:2 | Локомотив (София) |

в Казанлък
| Тракия (Пловдив) | 2:0 | Септемврийска слава (Михайловград) |

### Втора група
в Сандански
| Локомотив (Русе) | 1:3 | Средец (София) |

в с. Левуново
| ФК Чирпан | 1:0 | Лудогорец (Разград) |

### Трета група
в Сливен
| Дунав (Русе) | 1:2 | Етър (Велико Търново) |

в Нова Загора
| Балкан (Ботевград) | ?:? | Нефтохимик (Бургас) |

### Четвърта група
в Слънчев бряг
| Спартак (Варна) | 1:0 | Пирин (Благоевград) |

в Бургас
| Спартак (Плевен) | 2:3 | Сливен (Сливен) |

## V кръг
В този кръг отборите, заели трето и четвърто място в групите преустановяват своето участие.
- за 1-4 място

в София
| Средец (София) | 4:3 | Сливен (Сливен) |

във Велико Търново
| Етър (Велико Търново) | 3:7 | Витоша (София) |

- за 5-8 място

в Петрич
| Локомотив (Русе) | 0:0, след дузпи 0:3 | Локомотив (София) |

в Русе
| Дунав (Русе) | 0:0, прод. 1:4 | Спартак (Плевен) |

## Среща за 3-4 място
| Етър (Велико Търново) | 2:0 | Сливен (Сливен) |

## Финал
| 27 април 1986, Стадион „Васил Левски“, гр. София, 28 000 зрители |     |                |
| Витоша (София)                                                   | 2:1 | Средец (София) |

Голмайстори:
- 2:0 Михаил Вълчев (3) и (22);
- 2:1 Георги Славков (56 д.).

В съставите на финалистите отсъстват националните състезатели, които се готвят за Световното първенство в Мексико 86 – Михайлов, Петров, Сираков и Искренов от Витоша и Г. Димитров, Здравков, Ст. Младенов и Танев от ЦФКА.